# 스톤 고사드
스톤 고사드(Stone Gossard, 1966년 7월 20일 ~ )는 미국의 록 밴드 펄 잼의 리듬 기타 주자이다. 그러나 가끔씩 리드 기타를 맡을 때도 있고 노래도 한다.